# Монро (округ, Огайо)
Округ Монро (англ. Monroe County) располагается в США, штате Огайо. По состоянию на 2010 год, численность населения составляла 14 642 человек. Был создан 28 января 1813 года. Получил своё название по имени пятого президента США Джеймса Монро.

## География
По данным Бюро переписи США, общая площадь округа равняется 1 185 км², из которых 1 180 км² суша и 5 км² или 0,38 % это водоёмы.

### Соседние округа
- Белмонт (Огайо) — север
- Маршалл (Западная Виргиния) — северо-восток
- Уэтзел (Западная Виргиния) — восток
- Тайлер (Западная Виргиния) — юго-восток
- Вашингтон (Огайо) — юг
- Нобл (Огайо) — запад

## Демография
По данным переписи населения 2000 года в округе проживает 15 180 житель в составе 6 021 домашних хозяйств и 4 413 семей. Плотность населения составляет 13 человек на км². На территории округа насчитывается 7 212 жилых строений, при плотности застройки 6 строений на км². Расовый состав населения: белые — 98,72 %, афроамериканцы — 0,26 %, коренные американцы (индейцы) — 0,15 %, азиаты — 0,07 %, гавайцы — 0,01 %, представители других рас — 0,11 %, представители двух или более рас — 0,67 %. Испаноязычные составляли 0,41 % населения.
В составе 29,50 % из общего числа домашних хозяйств проживают дети в возрасте до 18 лет, 61,70 % домашних хозяйств представляют собой супружеские пары проживающие вместе, 8,10 % домашних хозяйств представляют собой одиноких женщин без супруга, 26,70 % домашних хозяйств не имеют отношения к семьям, 24,00 % домашних хозяйств состоят из одного человека, 11,50 % домашних хозяйств состоят из престарелых (65 лет и старше), проживающих в одиночестве. Средний размер домашнего хозяйства составляет 2,50 человека, и средний размер семьи 2,96 человека.
Возрастной состав округа: 23,60 % моложе 18 лет, 7,10 % от 18 до 24, 25,90 % от 25 до 44, 27,20 % от 45 до 64 и 16,30 % от 65 и старше. Средний возраст жителя округа 41 лет. На каждые 100 женщин приходится 97,50 мужчин. На каждые 100 женщин старше 18 лет приходится 96,10 мужчин.
Средний доход на домохозяйство в округе составлял 30 467 USD, на семью — 36 297 USD. Среднестатистический заработок мужчины был 33 308 USD против 19 628 USD для женщины. Доход на душу населения был 15 096 USD. Около 11,00 % семей и 11,40 % общего населения находились ниже черты бедности, в том числе — 15,70 % молодежи (тех кому ещё не исполнилось 18 лет) и 10,20 % тех кому было уже больше 65 лет.